# 今野裕結
今野 裕結（こんの ひろむ、1993年（平成5年）4月11日 - ）は、日本の現代美術家、画家、モデル。元中学校美術教員、特別支援学校教員。学位は修士（美術）（宮城教育大学大学院教育学研究科教科教育専攻美術教育専修） 。活動場所はイタリア、スペイン、台湾、日本、韓国。

## 人物
宮城県岩沼市出身。宮城教育大学 中等教育教員養成課程美術教育専攻を卒業後、宮城教育大学大学院教育学研究科修士課程教科教育専攻美術教育専修へと進学。在学中は画家、モデルとして活動しながら、中学校美術の非常勤講師として宮城県内の中学校にて勤務。同大学院修了後は宮城県内の特別支援学校教諭として勤務した。2022年に教員を退職し画家として独立。現在は画家として国内外で作品を発表しながら、教育者やモデル、俳優、デザイナーとしても活動している。鑑賞者が自身のスマートフォンを通して鑑賞する参加型の絵画「ネクサス絵画（色反転画・発光画）」を提唱し、日本や台湾、イタリア、スペインなどで個展等で発表している。2023年の個展 ネクサス絵画展ー視覚の境界ー（SA-span art gallery）〔東京都・京橋〕では絵画作品に音響や照明演出を掛け合わせたライブパフォーマンスを披露し、分野を越境した表現を展開した。教育者としては美術館でデッサンを指導したり、特別支援学校やNPO法人にてアートワークショップを行ったりするなど後進の育成に寄与している。2024年からは東北福祉大学の特別講師として指導している。モデルとしては仙台コレクションなどのファッションショーや、CMや雑誌等に出演し、俳優としては2023年公開の映画「不在という存在」に出演している。2021年には「美術作品×舞台芸術」というジャンルを越えた表現に挑戦した。2025年には一般社団法人Future Art Frontierを設立し、同法人の会長に就任した。

## 略歴
1993年 - 宮城県岩沼市で生まれる
2017年 - 宮城教育大学 中等教育教員養成課程美術教育専攻 卒業
2019年 - 宮城教育大学大学院教育学研究科修士課程教科教育専攻美術教育専修 修了

個展
2017年
・個展 色反転画展ー視覚の攪乱ー（Epic view・ギャラリーあぶくま）〔宮城県・岩沼市〕
2018年
・個展 色反転画展ー無意識の視覚ー（SA-span art gallery）〔東京都・銀座〕
2021年
・個展 ネクサス絵画展ー視覚への回帰ー（Epic view・ギャラリーあぶくま）〔宮城県・岩沼市〕
2023年
・個展 ネクサス絵画展ー視覚の境界ー（SA-span art gallery）〔東京都・京橋〕

主なグループ展
2017年
・三人展 こもれび展（Sendai Artist-Run Place SARP）〔宮城県・仙台市〕
2018年
・チャリティー雄勝石アート展（カフェ＆ギャラリーガレ）〔宮城県・仙台市〕
・三人展 セントイロ展（Epic view・ギャラリーあぶくま）〔宮城県・岩沼市〕
・LANDSCAPE of N.E.Vol.5 リアス・アーク美術館〔宮城県・気仙沼市〕
・上野の森美術館 第31回日本の自然を描く展（上野の森美術館）〔東京都・上野〕
・第55回 宮城県芸術祭 絵画展（公募の部）（せんだいメディアテーク）〔宮城県・仙台市〕
・第55回宮城県芸術祭絵画展受賞者展（東京エレクトロンホール宮城）〔宮城県・仙台市〕
2019年
・ONE ART TAIPEI 2019（THE SHERWOOD TAIPEI／台北西華飯店）〔台湾・台北〕
・第1回杜の輪展（大衡村ふるさと美術館）〔宮城県・大衡村〕
・SA-span art gallery collection（Wrong Gallery Taipei／靠邊走藝術空間）〔台湾・台北〕
・第56回 宮城県芸術祭 絵画展（会員の部）（せんだいメディアテーク）〔宮城県・仙台市〕
・東北芸術文化学会 第77回研究例会 論文発表（宮城教育大学）/論題「色反転機能を駆使した色鉛筆による鑑賞者参加型絵画の制作及び研究」
2020年
・今野裕結・佐藤唯・髙橋諒3人展（晩翠画廊）〔宮城県・仙台市〕
・第57回 宮城県芸術祭 絵画展（会員の部）（せんだいメディアテーク）〔宮城県・仙台市〕
2021年
・白い森展2021（Sendai Artist-Run Place SARP）〔宮城県・仙台市〕
・中本誠司現代美術館 21周年記念 国際アート交流展～Art Conference with you～（中本誠司現代美術館）〔宮城県・仙台市〕
・With Gimmick -Works as performance -（SA-span art gallery）〔東京都・京橋〕
・第58回 宮城県芸術祭 絵画展（会員の部）（せんだいメディアテーク）〔宮城県・仙台市〕
・ALDILA' Beyond the obvious Hyperaesthesia Onerica (M.A.D.S. ART GALLERY)〔ミラノ・イタリア／フェルテベントゥラ島・スペイン〕
・クォータースタジオ芸術祭「Ars and Techne－美術作品×舞台芸術」（クォータースタジオ）〔宮城県・仙台市〕
・日韓美術交流展 in Sendai - TRUST （東京エレクトロンホール宮城）〔宮城県・仙台市〕
2022年
・不思議な石の話 - アートとしての鉱物‐（SA-span art gallery）〔東京都・京橋〕
・NFT ART AWARDS 2021 受賞者作品展（XANA META GALLERY）
・NFT - NEW FREEDOM THINK (M.A.D.S. ART GALLERY)/ 〔ミラノ・イタリア／フェルテベントゥラ島・スペイン／メタバース〕
・開廊25周年記念企画Vol.1 晩翠画廊・25周年感謝祭（晩翠画廊）〔宮城県・仙台市〕
・〈子どもの村東北〉支援チャリティ展「貴方だけの花」（晩翠画廊）〔宮城県・仙台市〕
・開廊25周年記念企画Vol.2 晩翠画廊・『25』にまつわる物語（晩翠画廊）〔宮城県・仙台市〕
・第59回 宮城県芸術祭 絵画展（会員の部）（せんだいメディアテーク）〔宮城県・仙台市〕
・Young Art Tohoku（GALLERY A8T）〔宮城県・仙台市〕
・With Gimmick 2022 -Works as performance -（SA-span art gallery）〔東京都・京橋〕
・多様化された細密アート - クオリティーの主張 -（SA-span art gallery）〔東京都・京橋〕
・開廊25周年記念企画Vol.3 「25×25cmの世界」（晩翠画廊）〔宮城県・仙台市〕
・株式会社小松プロセス×今野裕結 コラボレーション商品「色反転・発光Tシャツ（光華の矢）」
・塩竈市スマートイルミネーション「蓄光アートプロジェクト」（本塩釜駅）〔宮城県・塩竈市〕
・BRAIN CAKE INTERNATIONAL ART EXHIBITION（CASA MILA' "LA PEDRERA"）〔スペイン・バルセロナ〕
2023年
・三菱鉛筆株式会社講演「社員向け異業種交流会」（三菱鉛筆株式会社本社ビル）〔東京都・東大井〕

・白い森展2023（Sendai Artist-Run Place SARP）〔宮城県・仙台市〕
・若手作家6人展 - biosphere -（晩翠画廊）〔宮城県・仙台市〕
・第5回杜の輪展（大衡村ふるさと美術館）〔宮城県・大衡村〕
・子どもの村東北・支援チャリティ展「貴方だけの花」（晩翠画廊）〔宮城県・仙台市〕
・幻獣神話展Ⅹ（東京交通会館B1ゴールドサロン）〔東京都・銀座〕
・山元こぐまサロン2023 成果報告会 みんなでつくるやまのもとのアート展2023（つばめの杜ひだまりホール）〔宮城県・山元町〕
2024年
・写実の世界〜画家の眼差し・手の仕事〜（晩翠画廊）〔宮城県・仙台市〕
・第6回杜の輪展（大衡村ふるさと美術館）〔宮城県・大衡村〕
・子どもの村東北・支援チャリティ展「貴方だけの花」（晩翠画廊）〔宮城県・仙台市〕
・YAT2-Young Art TOHOKU vol.2（GALLERY A8T）〔宮城県・仙台市〕
・「楽しい」展覧会vol.4（晩翠画廊）〔宮城県・仙台市〕
・種村季弘没後二十年 綺想の美術廻廊（SA-span art gallery）〔東京都・京橋〕
・Art Storm in Sendai vol.1（GALLERY WINDMILL）〔宮城県・仙台市〕
2025年
・白石きぼう学園×東北福祉大学 交流事業成果展〜歴史や想いをまとい紡いで〜（壽丸屋敷）〔宮城県・白石市〕
・第7回杜の輪展（大衡村ふるさと美術館）〔宮城県・大衡村〕
・ヒューマノイド - Humanoid -（SA-span art gallery）〔東京都・京橋〕
・LANDSCAPE of N.E. 第8回東北・北海道の風景と私（リアス・アーク美術館）〔宮城県・気仙沼市〕
・子どもの村東北・支援チャリティ展「あなただけの花」（晩翠画廊）〔宮城県・仙台市〕
・Art goods shop「-ic《イック》」（仙台PARCO2）〔宮城県・仙台市〕
・Art Storm in Sendai vol.2（GALLERY WINDMILL）〔宮城県・仙台市〕
・写実の世界（晩翠画廊）〔宮城県・仙台市〕
教育
2017年
・臨床教育 絵しりとりのワークショップ（Sendai Artist-Run Place SARP）〔宮城県・仙台市〕
2018年
・臨床教育しおりづくりのワークショップ（Epic View・ギャラリーあぶくま）〔宮城県・岩沼市〕
2021年
・ワークショップ「色鉛筆の魅力と可能性」（Epic View・ギャラリーあぶくま）〔宮城県・岩沼市〕
・ワークショップ「モノを見る力～色鉛筆デッサンを通して～」（荒町市民センター）〔宮城県・仙台市〕
2022年
・ワークショップ「基礎から始める鉛筆デッサン」（Epic view・ギャラリーあぶくま）〔宮城県・岩沼市〕
・宮城教育大学ゲストスピーカー「地誌学講義B」（宮城教育大学）〔宮城県・仙台市〕
2023年 
・特定非営利活動法人ポラリス「アートワークショップ〜ネクサス絵画の鑑賞〜」（ファイザープログラム障害者とつくる地域づくりのプラットフォーム「ひろばボラリス」）〔宮城県・山元町〕
・特定非営利活動法人ポラリス「アートワークショップ（アート講師）」（ファイザープログラム障害者とつくる地域づくりのプラットフォーム「ひろばポラリス」）〔宮城県・山元町〕
・塩竈市杉村惇美術館アフタヌーンプラクティス 「鉛筆デッサン講座（春学期講師）全4回」（塩竈市杉村惇美術館）〔宮城県・塩竈市〕
・特定非営利活動法人ポラリス×宮城県立山元支援学校「アートワークショップ（アート講師）全2回」（宮城県立山元支援学校）〔宮城県・山元町〕
・山元こぐまサロン2023 成果報告会 みんなでつくるやまのもとのアート展2023「アートワークショップ」（つばめの杜ひだまりホール）〔宮城県・山元町〕
・山元こぐまサロン2023 成果報告会 みんなでつくるやまのもとのアート展2023「成果報告会講演」（つばめの杜ひだまりホール）〔宮城県・山元町〕
2024年
・塩竈市杉村惇美術館アフタヌーンプラクティス 「鉛筆・色鉛筆デッサン講座（春・秋学期講師）全8回」（塩竈市杉村惇美術館）〔宮城県・塩竈市〕
・東北福祉大学 特別講師「起業フィールドワークⅠ」（東北福祉大学ステーションキャンパス）〔宮城県・仙台市〕
・宮城教育大学ゲストスピーカー「初等図画工作科内容概論b」（宮城教育大学）〔宮城県・仙台市〕
・令和6年度 岩沼市中学校部活動支援事業 動画編集講座（岩沼市中央公民館）〔宮城県・岩沼市〕
・東北福祉大学×白石きぼう学園 交流授業「絵しりとリレー」（白石きぼう学園）〔宮城県・白石市〕
・東北福祉大学×白石きぼう学園 交流授業「白石和紙折り紙ジャケットの制作」（白石きぼう学園）〔宮城県・白石市〕
・令和6年度山元町立山元中学校「夢志の教室」（山元町立山元中学校）〔宮城県・山元町〕
2025年
・令和6年度 岩沼市中学校部活動支援事業 動画編集講座（岩沼市中央公民館）〔宮城県・岩沼市〕
・青葉アートスクール「今野裕結のデッサン講座」（青葉画荘）〔宮城県・塩竈市〕
・塩竈市杉村惇美術館アフタヌーンプラクティス 「デッサン講座（春・秋学期講師）全8回」（塩竈市杉村惇美術館）〔宮城県・塩竈市〕

## メディア出演
2017年
- 大人の情報誌りらく 9月号 第20巻 第2号 通巻229号 109頁（8/28発行）[82]
- 河北新報 第43429号日刊「個展 色反転画展―視覚の攪乱」（9/13発行）[83]
- FM仙台「個展 色反転画展―視覚の攪乱」（9/20放送）
- エフエムいわぬま「個展 色反転画展・こもれび展」（11/26放送）

2018年
- エフエムいわぬま「サテライトスタジオ二人展」（1/19放送）[84]
- エフエムいわぬま「セントイロ展」（2/9放送）[85]
- 地域密着型ポスティング情報誌コミュニティアイ「セントイロ展」2月号（2/10発行）
- けせんぬま・もとよし広域 第65号（3/15発行）[86]
- K-NET気仙沼ケーブルテレビ「LANDSCAPE of N.E.Vol.5」（4/12放送）
- 河北新報 第43637号日刊「LANDSCAPE of N.E東北北海道の風景最優秀賞」（4/15発行）[87]
- 美術の窓 5月号 巻頭特集「新人大図鑑2018」No.146 71頁（5/20発行）[88]
- 月刊アートコレクターズ 5月号 巻頭特集「いまを映す幻想美術」No.110 54頁 （5/25発行）[89]
- 月刊ギャラリー8 特集 日本で発表されているアート400選 part1 231頁（8/1発行）
- 美術の窓 8月号 巻頭特集「あなたの知らない藤田嗣治」No.149 157頁（8/20発行）
- 美術の窓 9月号 第37巻 第9号 通巻440号「アートと生きる」No.420 276頁（9/20発行）
- エフエムいわぬま「しおりづくりのワークショップ」（11/16放送）[90]
- 河北新報 第43429号朝刊「第55回宮城県芸術祭絵画展受賞者作品展」（12/16発行）

2019年
- 地域密着型ポスティング情報誌コミュニティアイ「シリーズひと」1月号（1/10発行）[91]
- 河北新報 第43927号日刊（2/8発行）[92]
- 臨床教育研究 第29号 臨床教育研究グループ（3/1発行）
- リアス・アーク美術館企画展「LANDSCAPE of N.E.Vol.6」募集要頁
- 東北芸術文化学会 会報78号 6,7頁（11/28発行）

2020年
- 大人の情報誌りらく 2月号 96頁（1/28発行）

2021年
- Oh.バンデス（第一部）「中本誠司現代美術館 国際アート交流展」（6/9放送）
- 地域密着型ポスティング情報誌COMMU「個展 ネクサス絵画展」6月号（6/10発行）[93]
- エフエムいわぬま「個展 ネクサス絵画展―視覚への回帰」（6/25放送）[94]
- 大人の情報誌りらく 7月号 第23巻 12号 通巻275号 90頁（6/28発行）[95]
- 河北新報 第44771号夕刊「個展 ネクサス絵画展―視覚への回帰」（6/30発行）[96]
- 地域密着型ポスティング情報誌COMMU「個展 ネクサス絵画展」7月号（7/10発行）
- エフエムいわぬま「個展 ネクサス絵画展―視覚への回帰」（7/23放送）[97]
- 舞台芸術ニュースサイト ステージナタリー「クォータースタジオ芸術祭(Ars and Techne）」（8/23配信）[98]
- ぴあ エンタメ情報「クォータースタジオ芸術祭（Ars and Techne）」（8/23配信）[99]
- CoRich舞台芸術！「クォータースタジオ芸術祭（Ars and Techne）」（9/2配信）[100]
- 大人のためのプレミアムマガジン Kappo仙台闊歩 10月号 105頁（10/5発行）[101]
- エフエムいわぬま「クォータースタジオ芸術祭（Ars and Techne）」（10/22放送）[102]
- 河北新報 第44885号夕刊「クォータースタジオ芸術祭（Ars and Techne）」（10/26発行）[103]
- 河北新報 第44918号日刊「2021年 日韓美術交流展 in Sendai－TRUST」（11/29発行）[104]
- Oh.バンデス（第一部）2021年 日韓美術交流展 in Sendai－TRUST」（11/30放送）

2022年
- PRTIMES「NFT ART AWARDS 2021 入賞」（3/16配信）[31]
- 大人の情報誌りらく 4月号 第24巻 9号 通巻284号 92頁（3/28発行）[105]
- 河北新報 第45054号 朝刊「25周年記念企画Vol.1 晩翠画廊・25周年感謝祭」（4/19発行）[106]
- エフエムいわぬま「NFT-NEW FREEDOM THINK / NFT ART AWARD 2021」（4/29放送）[107]
- 大人の情報誌りらく 6月号 第24巻 11号 通巻286号 86頁（5/28発行）[108]
- エフエムいわぬま「ワークショップ 基礎から始めるデッサンー入門編」（5/31放送）[109]
- NHKもりすた！（6/2放送）
- ART ANTHOLOGY V 2022 MADRID EDITION GUTO AJAYU CULTURE（6/22発行）
- 大人の情報誌りらく 7月号 第24巻 12号 通巻287号 110頁（6/28発行）[110]
- エフエムいわぬま「（映画）不在という存在」（6/29放送）[111]
- エフエムいわぬま「小松プロセスコラボレーション」（9/20放送）[112]
- 特別支援教育の実践情報 10-11月号 No.210 特集 指導計画から評価までバッチリ！知的障害 各教科の指導カリキュラムづくり 38巻 6号 50,51頁（9/22発売 11/1発行）[113]
- khb東日本放送「チャージ！」ザ・密着（9/23放送）[114]
- 河北新報 第45054号 夕刊「Young Art Tohoku」（9/28発行）
- 高等学校教材「総合的な探究の時間」のデジタル教材「GATEWAY」（10/1発行）[115]
- 大人の情報誌りらく 11月号 第25巻 4号 通巻291号 120頁（10/28発行）
- 仙台放送Live Newsイット！「バズりたいびと」（12/8放送）[116]
- 仙台放送Live Newsイット！「蓄光アートプロジェクト」（12/23放送）[117]

2023年
- 河北新報 第45303号 朝刊「蓄光アートプロジェクト」（1/1発行）[118]
- 大人の情報誌りらく 3月号 第25巻 8号 通巻295号 92頁（2/28発行）[119]
- 塩竈市杉村惇美術館メンバーシップ会員向け特典冊子「ざくろ通信」Vol.32 3頁（3/1発行）[120]
- 河北新報 第45372号 夕刊「若手作家6人展 - biosphere - 」（3/14発行）[121]
- tbc東北放送GoGoはみみこいラジオな気分「宮城アーティストブック」（3/27放送）[122]
- 大人の情報誌りらく 4月号 第25巻 9号 通巻296号 102頁（3/28発行）[123]
- エフエムいわぬま「展覧会：貴方だけの花・映画出演：不在という存在」（4/18放送）[124]
- 河北新報 第45468号 朝刊「特定非営利活動法人ポラリス×宮城県立山元支援学校 アートワークショップ」（6/21発行）[125]
- 塩竈市杉村惇美術館メンバーシップ会員向け特典冊子「ざくろ通信」Vol.33 表紙（7/1発行）[126]
- 広報やまもと2023 8月号 No.525 6頁「特定非営利活動法人ポラリスアートワークショップ」（8/2発行）[127]
- 幻獣神話展Ⅹ 図録 37,38頁（8/5発行）[128]
- 月刊ギャラリー9〔私の10点〕間島秀徳 156頁（9/1発行）[129]
- 月刊ギャラリー10〔私の10点〕関 直美 157頁（10/1発行）[130]
- 美術の窓 10月号 第42巻 第10号 通巻501号「女性像しぐさが醸す美」No.481 195頁（10/20発行）[131]
- エフエムいわぬま「みんなでつくるやまのもとのアート展2023」（12/1放送）[132]
- tbcラジオ en Voyage「みんなでつくるやまのもとのアート展2023」（12/1放送）[133]
- 河北新報 第45632号 朝刊「みんなでつくるやまのもとのアート展2023」（12/7発行）[134]

2024年
- 2023年度塩竈市杉村惇美術館アーカイブス「PROGRAMS」フライヤー（2/1発行）[135]
- 塩竈市杉村惇美術館メンバーシップ会員向け特典冊子「ざくろ通信」Vol.35 1,3頁（2/1発行）[136]
- 月刊アートコレクターズ 2月号「完売作家2024」No.179 41頁 （2/25発行）[137]
- 河北新報 第45723号 朝刊「第6回杜の輪展」（3/10発行）[138]
- 大人の情報誌りらく 4月号 第26巻 9号 通巻308号 98頁（3/28発行）[139]
- 河北新報 第45800号 朝刊「YAT2-Young Art TOHOKU vol.2」（5/29発行）[140]
- 讀賣新聞 第53332号 朝刊「YAT2-Young Art TOHOKU vol.2」（6/1発行）[141]
- 大人の情報誌りらく 8月号 第27巻 1号 通巻312号 88頁（7/28発行）[142]
- 種村季弘・異端断片集 綺想の美術廻廊 114,115,140,141,161,220,221頁（9/20発行）[143]
- せんだいタウン情報 machico「Art Storm in Sendai Vol.1・GALLERY WINDMILL」（10/18配信）[144]
- Press Walker「Art Storm in Sendai Vol.1・GALLERY WINDMILL」（10/18配信）[145]
- エフエムいわぬま「Art Storm in Sendai Vol.1・GALLERY WINDMILL」（11/1放送）[146]

2025年
- 2024年度塩竈市杉村惇美術館アーカイブス「PROGRAMS」フライヤー（1/1発行）[147]
- 塩竈市杉村惇美術館メンバーシップ会員向け特典冊子「ざくろ通信」Vol.39 1頁（1/1発行）
- 広報やまもと2025 1月号 No.542 12頁「令和6年度山元町立山元中学校『夢志の教室』」（1/1発行）[148]
- 河北新報 第46029号 朝刊「白石きぼう学園×東北福祉大学 交流事業成果展」（1/21発行）[149]
- tbc東北放送 Nスタみやぎ「白石きぼう学園×東北福祉大学 交流事業成果展」（1/22放送）[150]
- 広報いわぬま 2月号 No.983 6頁（2/1発行）[151]
- 大人の情報誌りらく 4月号 第27巻 9号 通巻320号 104頁（3/28発行）[152]
- 塩竈市杉村惇美術館メンバーシップ会員向け特典冊子「ざくろ通信」Vol.40 4頁（4/1発行）
- 讀賣新報 第53724号 朝刊「伊達なひと」（6/29発行）[153]

## 収蔵
- スペイン国立図書館（ART ANTHOLOGY V 2022 MADRID EDITION）
- リアス・アーク美術館 パブリックコレクション（LANDSCAPE of N.E.Vol.5 最優秀賞）
- 三菱鉛筆株式会社
- 匠ソリューションズ株式会社[154]
- NAKAMURA ART OFFICE Inc. GALLERY NAO[155]
- Shirube Sendai[156]
- DINING＆BAR DAYBREAK[157]
- SPAN ART GALLERY[158]
- 白石市
- 東北福祉大学

## 受賞
- リアス・アーク美術館公募展 LANDSCAPE of N.E.Vol.5 東北・北海道の風景 最優秀賞
[159]
- 国立大学法人宮城教育大学 学長賞
- 第55回 宮城県芸術祭 絵画展（公募の部）優秀賞[160]
- 国立大学法人宮城教育大学 学長奨励賞
- NFT ART AWARDS 2021 入賞[161]

## デザイン協力
- 底なしの青1stアルバム「四季折々」ジャケット及びCDデザイン[162]
- 底なしの青「ホロウ」Music Video アートワーク[163]
- 底なしの青「黄金比」Music Video アートワーク[164]